# Onze Lieve Vrouw Hemelvaartkerk (Prinsenbeek)

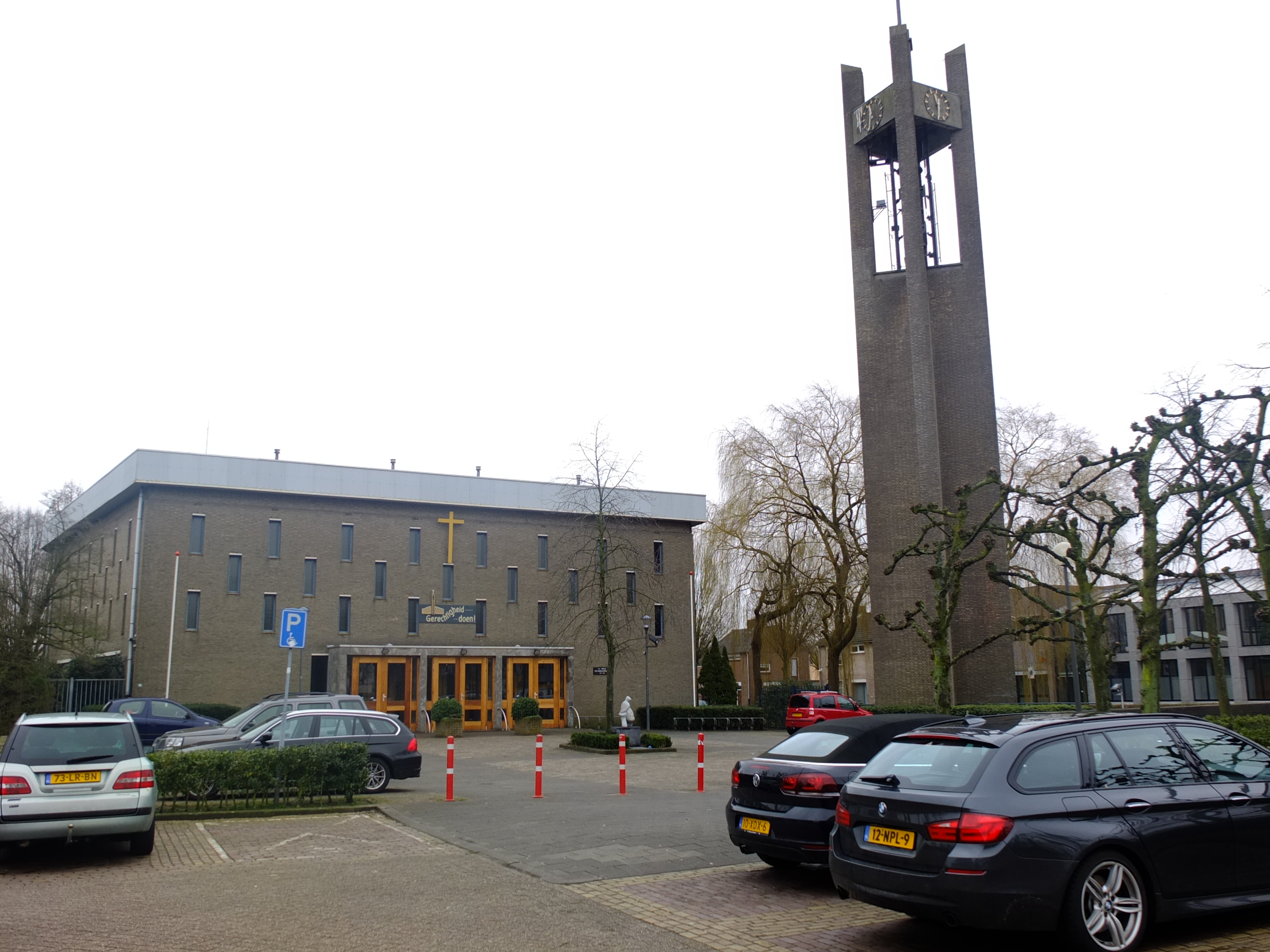
Onze Lieve Vrouw Hemelvaartkerk

De Onze Lieve Vrouw Hemelvaartkerk is een rooms-katholiek kerkgebouw in de tot de Noord-Brabantse gemeente Breda behorende plaats Prinsenbeek, gelegen aan Markt 34.

## Geschiedenis
In 1796 maakte de parochie van Prinsenbeek zich los van die van Princenhage en werd een katholiek kerkgebouw opgericht. Dit werd gesloopt in 1858 om plaats te maken voor een neogotisch bouwwerk naar ontwerp van P. Soffers. Het was een grote kruisbasiliek met ingebouwde toren. In 1964 werd ook deze kerk gesloopt.
Ondertussen was in 1963 een nieuwe kerk in gebruik genomen, naar ontwerp van architectenbureau Geenen & Oskam uit Eindhoven. Dit betrof een doosvormig bakstenen kerkgebouw in de stijl van het naoorlogs modernisme. De kerk bezit een vrijstaande open klokkentoren die eveneens in baksteen is uitgevoerd.
In 2018 werd om financiële redenen de naast de kerk gelegen pastorie verkocht om plaats te maken voor appartementen. Van de opbrengst werd de kerk in 2020 intern verbouwd. De entree werd naar voren verplaatst en er werd een parochiekantoor in het voorgedeelte van de kerk gebouwd.
De moderne kunst uit 1963 in het priesterkoor van de kerk werd in 2019 opgenomen in de brochure Monumentale kerkelijke schilderkunst (1890-1980) van de Rijksdienst Cultureel Erfgoed. De naam van de kunstenaar was echter niet meer bekend. Na een speurtocht in het parochiearchief bleek het te gaan om uniek werk van Gerrit de Morée (1909 -1981) uit Breda. Het kunst ensemble, dat bij de verbouwing van de kerk ongewijzigd bleef, bestaat uit meerdere onderdelen:
- een grote gestileerde blauw-grijze wandschildering in de vorm van een duif, symbool voor de vrede en de Heilige Geest
- een kleurig rond mozaïek, symbool voor 'het licht der wereld', of Christus
- twee vrijstaande altaar-sculpturen
De kerk bevat ook diverse heiligenbeelden en een doopvont, afkomstig uit de oude kerk.
In de vernieuwde dagkapel is een glas-in-loodraam van Louis de Swart (Breda 1912-1976) herplaatst, afkomstig uit de voormalige kleuterschool De Engelbewaarder.
Sinds een fusie van meerdere parochies maakt de kerk onderdeel uit van de parochie H. Maria Magdalena. Die omvat de rooms-katholieke kerkgemeenschappen van Prinsenbeek, Princenhage en Effen.